# 披薩救星

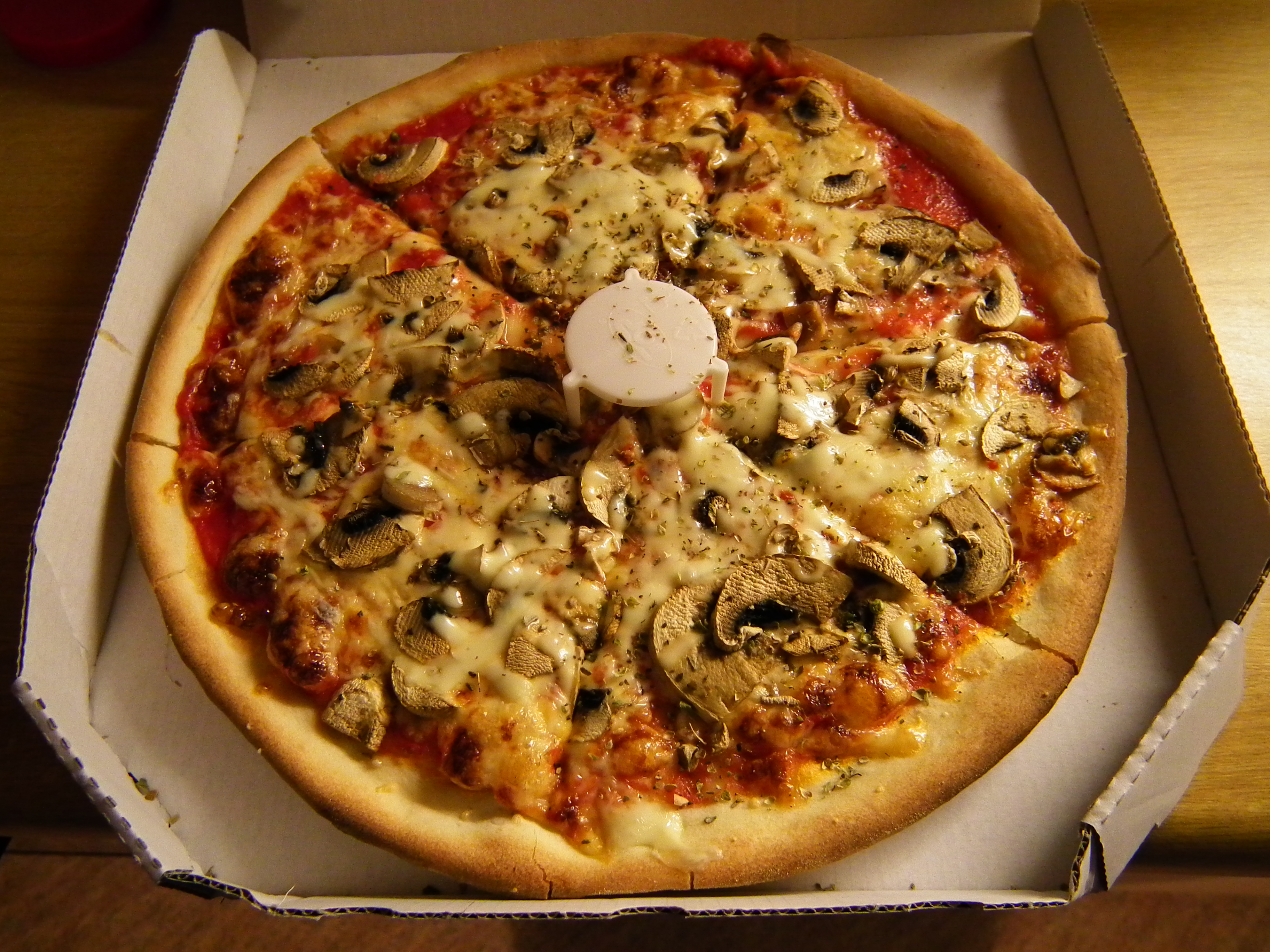
披薩盒中放置的披薩救星

披薩救星，又稱披薩助手、披薩小椅子、披薩支架，是披薩盒裡面常見的小配件，由於披薩製作出爐放入盒子後會產生熱氣，會使頂部盒子變軟而壓到披薩，披薩救星放置在盒子中央，可用來作為支撐盒子、避免因為盒子頂端變形而接觸擠壓內容物。

## 歷史
披薩救星通常是塑膠製的白色三腳（或四腳）支架。通常的做法是在完成披薩後在關上蓋子前放置於披薩盒中央，披薩救星會在披薩外送全部一起給訂購人。披薩救星不會重複使用，通常被訂購人直接丟棄，但也有些人將這些披薩救星重複使用，例如將其到放當作雞蛋的支架，也有人用橡皮筋固定兩個披薩救星當作手機的支架。

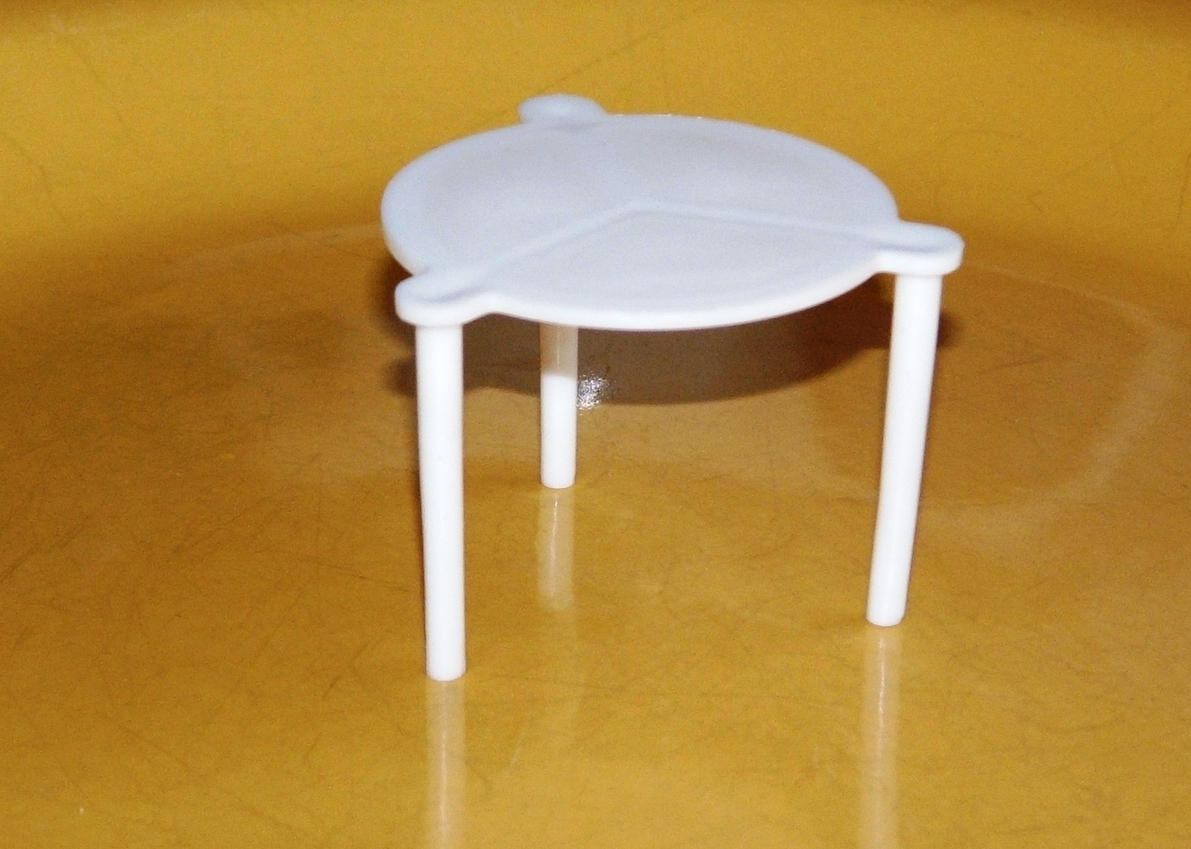
一個塑膠的披薩救星

在1985年，紐約迪克斯山的卡梅拉·維塔勒（Carmela Vitale）申請了一項專利為一個三角塑膠支架，將這個支架放置於盒子中央可以維持盒子支撐不會因為披薩的熱氣而變形，也可以使用在披薩盒之外如蛋糕盒中。維塔勒稱呼他的專利為包裝保護器（package saver）並使用在專利申請標題上，但這之後重新命名成披薩救星（pizza saver）這也是之後最常用的稱呼。專利於1983年2月10日提交，並於1985年2月12日發布。
1974年克勞迪奧·丹尼爾·特羅利亞（Claudio Daniel Troglia）在阿根廷布宜諾斯艾利斯提交一個類似的專利，命名為「Guardapizza」。
也有其他人發明類似的裝置，例如於中央放置一次性可以切割披薩的塑膠刀，並同時可以支撐盒子；或類似於維塔勒和特羅利亞的三腳支架，但其中一隻支架改成具有鋸齒的構造，可以用來切割乳酪和餅皮。